# Ni Tanjung
Ni Nyoman Tanjung (geboren um 1930 in Saren Kauh, Bali; gestorben am 17. Juli 2020 in Budakeling, Bali) war eine indonesische Künstlerin der Art brut.

## Leben
Ni Nyoman Tanjung wurde um 1930 geboren. Sie lernte nie lesen oder schreiben. Gemeinsam mit ihrem Mann lebte sie jahrzehntelang in einer Holzhütte. Für die Götter und Vorfahren errichtete sie eine steinerne Aufbewahrungsstätte, damit nach balinesischem Glauben diese die Lebenden während bestimmter Rituale besuchen konnten. Sie hatte vier Kinder, nach dem Tod einer der Töchter und den weiteren gesellschaftlichen Umbrüchen in Indonesien litt sie an einer geistigen Störung und begann Steine mit Gesichtern zu bemalen. Nachdem sie weitere Kinder und ihren Mann verloren hatte, fing sie an auf Papier zu zeichnen. Nach dem Tod ihres Mannes zog sie zu ihrer verbliebenen Tochter. Bis zum Tod ihres Mannes war Ni Tanjung sehr aktiv. Sie tanzte den balinesischen Tanz Rejang, brachte den Göttern komplexe Opfergaben dar und sang traditionelle balinesische Arien. Auch webte sie Textilien. Danach wurde sie weniger aktiv und widmete sich mehr ihrer Kunst. Sie betrachtete Menschen nur mit einem kleinen Spiegel, um einen direkten Blick zu vermeiden und um das Böse zu erkennen.
Eine Steininstallation kaufte die Künstlerin Kartika Affandi, Tochter des berühmten indonesischen Malers Affandi; die Installation sollte in ihrem Museum für Frauenkunst in Yogjakarta wieder aufgebaut werden. Durch den Verkauf ihrer Installationen und Papierkreationen konnte Tanjung einen bescheidenen Beitrag zum Haushaltseinkommen leisten.
Der Schweizer Kunstwissenschaftler Georges Breguet entdeckte ihre Arbeiten im Jahr 2003 und erkannte ihr Talent. Er begann die mobilen Stücke ihrer Kunst zu sammeln und stellte sie aus. Ihre Art der Kunst, die zur Art brut gehört, ist laut Jean Couteau selten für Indonesier. Sie zeichnete nachts in ihrem fensterlosen Zimmer, beleuchtet durch eine Glühbirne, tausende bunte Gesichter. Das Papier dazu wurde ihr oft von Besuchern gegeben. Auch die Acrylfarben und Kreidestifte, Scheren und Metallschneider wurden ihr von Besuchern geschenkt. Auch Breguet brachte ihr diese Materialien, wie auch Medizin oder Dinge für den Haushalt, die sie benötigte, und erwarb Papierkreationen für das Museum Collection de l’Art Brut in Lausanne.
Ni Nyoman Tanjung starb am 17. Juli 2020 in Budakeling.

## Werk
Mit brillanten Farben spiegelte sie die üppige Vegetation Balis und das reiche kulturelle Erbe ihrer Vorfahren. Sie zeichnete tausende bunter Gesichter, zumeist Frauengesichter, oft Selbstporträts oder Gesichter ihrer Vorfahren, aber auch imaginäre Figuren. Aus ihren Zeichnungen formte sie komplexe Papierfiguren. Sie rekonstruierte die Geschichte ihres Lebens und erweckte ihre Vorfahren und die ihr nahestehenden Menschen wieder zum Leben. Ihre Werke platzierte sie über ihrem Bett, betrachtete auch diese durch ihren Spiegel und gab sie so „frei“.

## Ausstellungen
- L’art Brut dans le monde, Collection de l’Art Brut, Lausanne, 2014[3]
- The Origin. History of psychiatry & art brut, Ho-Am Art Museum, 2018[4]
- Ni Tanjung, à l’ombre du volcan Agung, Galerie La Fabuloserie, Paris, 2019[5]
- Ni Tanjung, la reine du Volcan Agung, Galerie Dorfmann, Paris, 2020[6]